# Campeonato Roraimense de Futebol de 2017
O Campeonato Roraimense de Futebol de 2017 foi a 62.ª edição do futebol do estado de Roraima. O Campeonato ocorre a partir de 31 de março de 2017, contará com 6 clubes. O campeão ganha vaga na Copa do Brasil de 2018, Copa Verde de Futebol de 2018 e os dois primeiros colocados disputarão a Série D de 2018.
Seis clubes participaram do torneio: os quatros times tradicionais da capital Boa Vista, o Baré, São Raimundo (campeão estadual no ano anterior), Náutico, GAS e o Atlético Roraima; o Real da cidade de São Luiz do Anauá. 

## Transmissão
Algumas das principais partidas do torneio serão transmitidas pelas emissoras de rádio do estado de Roraima.

## Regulamento[1]
O Campeonato Roraimense de Futebol de 2017 será disputado em três fases:
- a) 1ª Fase – Taça Boa Vista
- b) 2ª Fase – Taça Roraima
- c) 3ª Fase – Final

O sistema de disputa será com chaveamento. Em sorteio, a chave A ficou composta por Náutico-RR, Baré e Associação Esportiva Real. A chave B tem São Raimundo-RR, Grêmio Atlético Sampaio (GAS) e Atlético Roraima. No primeiro turno, todos se enfrentam nos respectivos grupos e no returno ocorre o cruzamento de chaves.
Tanto no primeiro como no segundo turno os dois melhores colocados de cada grupo disputam as semifinais dos turnos e depois a final. Caso um mesmo clube vença turno e returno, este será declarado campeão roraimense de 2017 automaticamente. Mas se houver times diferentes campeões, será disputado um confronto decisivo válido pelo título do Estadual, no dia 26 de maio.

### Critério de desempate
Os critério de desempate foram aplicados na seguinte ordem:
1. Maior número de vitórias
2. Maior saldo de gols
3. Maior número de gols pró (marcados)
4. Maior número de gols contra (sofridos)
5. Confronto direto
6. Sorteio